# Taeko Oyama
Taeko Oyama (18 de junho de 1974) é uma ex-basquetebolista profissional japonesa.

## Carreira
Taeko Oyama integrou a Seleção Japonesa de Basquetebol Feminino, em Atenas 2004, que terminou na décima posição.